# Nouans
Nouans é uma comuna francesa na região administrativa do País do Loire, no departamento de Sarthe. Estende-se por uma área de 9.6 km². Em 2010 a comuna tinha 279 habitantes (densidade: 29,1 hab./km²).